# FormatFactory
FormatFactory é um conversor multimídia que converte áudio, vídeo e arquivos de imagem. Ele também é capaz de extrair o conteúdo de DVDs e CDs para outros formatos de arquivo, bem como criar imagens ISO. O programa ainda é capaz de juntar vários vídeos em um único.
Também instala softwares indesejáveis no computador do usuário no processo de instalação, como o Chromium, a barra de pesquisa do Yahoo e o Byte Fance (um tipo de anti-malware) que não podem ser desinstalados facilmente; o usuário pode escolher instalar ou não apenas desmarcando as caixas de texto.

## Formatos suportados
O Format Factory suporta os seguintes formatos:
| Formatos de vídeo | Formatos de áudio                                                                                            | Formatos de imagem          |
| --- | --- | --------------------------- |
| 3GP (.3gp) MPEG-1 (.mpg) Matroska (.mkv) Flash Video (.flv) MPEG-4 Part 14 (.mp4) Audio Video Interleave (.avi) Windows Media Video (.wmv) SWF (.swf) | MP3 Ogg Wave Sound (.wav) Adaptive Multi-Rate (.amr) Windows Media Audio (.wma) Advanced Audio Coding (.aac) | JPG PNG ICO BMP GIF TIF TGA |